# Onychiurus reluctus
Onychiurus reluctus är en urinsektsart som beskrevs av Christiansen 1961. Onychiurus reluctus ingår i släktet Onychiurus och familjen blekhoppstjärtar. Inga underarter finns listade i Catalogue of Life.